# Temporada 1976 del Campeonato del Mundo de Motociclismo
La temporada de 1976 del Campeonato del Mundo de Motociclismo fue la 28.º edición del Campeonato Mundial de Motociclismo.

## Desarrollo y resultados
1976 estuvo marcado por el inicio de la era Suzuki con la marca japonesa consiguiendo 11 de las 12 primeras posiciones. Barry Sheene llegó a primer plano con una temporada de campeonato dominante en la división de 500 cc, terminando por delante de su compañero de equipo Suzuki Teuvo Länsivuori. El debutante Marco Lucchinelli 
impresionó también en un Suzuki pero las lesiones redujeron su rendimiento. Pat Hennen se convirtió en el primer estadounidense en ganar un Gran Premio de 500cc, cuando ganó el GP de Finlandia.
Ángel Nieto conseguiría su quinto título en 50cc, ésta vea a bordo de una Bultaco. En la categoría de 125cc, fue otra vez para Morbidelli con la corona para Pier Paolo Bianchi. Walter Villa se proclamó doble campeón del mundo en 250cc y 350cc con Harley-Davidson en una dura lucha con el vigente campeón, Johnny Cecotto.
1976 marcó el final de una era, ya que sería la última vez que TT Isla de Man apareciera en el calendario del Gran Premio. Una vez la carrera más prestigiosa del año, el evento había sido boicoteado cada vez más por los mejores corredores. El TT finalmente sucumbió a la presión para aumentar la seguridad en los eventos de carreras. La temporada también marcó el final de otra era con 15 veces campeón mundial Giacomo Agostini ganando su último Gran Premio en la ronda de final de temporada en Nürburgring. 
Como Agostini había elegido el MV Agusta para esta pista, esta victoria también fue la última para un motor de cuatro tiempos de 500 cc.

## Calendario y resultados
| Ronda | Fecha            | Gran Premio                     | Circuito                 | Ganador 50cc         | Ganador 125cc      | Ganador 250cc     | Ganador 350cc      | Ganador 500cc    |
| ----- | ---------------- | ------------------------------- | ------------------------ | -------------------- | ------------------ | ----------------- | ------------------ | ---------------- |
| 1     | 25 de abril      | Gran Premio de Francia          | Le Mans Bugatti          | Herbert Rittberger   |                    | Walter Villa      | Walter Villa       | Barry Sheene     |
| 2     | 2 de mayo        | Gran Premio de Austria          | Salzburgring             |                      | Pier Paolo Bianchi |                   | Johnny Cecotto     | Barry Sheene     |
| 3     | 16 de mayo       | Gran Premio de los Naciones     | Mugello                  | Ángel Nieto          | Pier Paolo Bianchi | Walter Villa      | Johnny Cecotto     | Barry Sheene     |
| 4     | 23 de mayo       | Gran Premio de Yugoslavia       | Opatija                  | Ulrich Graf          | Pier Paolo Bianchi | Dieter Braun      | Olivier Chevallier |                  |
| 5     | 12 de junio      | TT Isla de Man                  | Snaefell Mountain        |                      |                    | Tom Herron        | Chas Mortimer      | Tom Herron       |
| 6     | 26 de junio      | Gran Premio de los Países Bajos | Assen                    | Ángel Nieto          | Pier Paolo Bianchi | Walter Villa      | Giacomo Agostini   | Barry Sheene     |
| 7     | 4 de julio       | Gran Premio de Bélgica          | Spa-Francorchamps        | Herbert Rittberger   | Ángel Nieto        | Walter Villa      |                    | John Williams    |
| 8     | 25 de julio      | Gran Premio de Suecia           | Anderstorp               | Ángel Nieto          | Pier Paolo Bianchi | Takazumi Katayama |                    | Barry Sheene     |
| 9     | 1 de agosto      | Gran Premio de Finlandia        | Imatra                   | Julien van Zeebroeck | Pier Paolo Bianchi | Walter Villa      | Walter Villa       | Pat Hennen       |
| 10    | 22 de agosto     | Gran Premio de Checoslovaquia   | Brno                     |                      |                    | Walter Villa      | Walter Villa       | John Newbold     |
| 11    | 29 de agosto     | Gran Premio de Alemania         | Nürburgring Nordschleife | Ángel Nieto          | Anton Mang         | Walter Villa      | Walter Villa       | Giacomo Agostini |
| 12    | 19 de septiembre | Gran Premio de España           | Montjuich                | Ángel Nieto          | Pier Paolo Bianchi | Franco Bonera     | Kork Ballington    |                  |